# Delarbrea
- Commons
- Wikispecies

Delarbrea é um género botânico pertencente à família Myodocarpaceae.

## Espécies
- Delarbrea balansae (Baill.) Lowry & G.M.Plunkett
- Delarbrea collina Vieill.
- Delarbrea harmsii R.Vig.
- Delarbrea longicarpa R.Vig.
- Delarbrea michieana (F.Muell.) F.Muell.
- Delarbrea montana R.Vig.
- Delarbrea paradoxa Vieill.